# Bulbophyllum oxycalyx
Bulbophyllum oxycalyx är en orkidéart som beskrevs av Rudolf Schlechter. Bulbophyllum oxycalyx ingår i släktet Bulbophyllum och familjen orkidéer.

## Underarter
Arten delas in i följande underarter:
- B. o. oxycalyx
- B. o. rubescens